# Devotion (Okui Maszami-album)
A Devotion Okui Maszami hetedik nagylemeze, mely 2001. augusztus 29-én jelent meg a King Records kiadó gondozásában. Ez az első albuma, mely komor hangvételű, maguk a dalszövegek is komoly témákat dolgoznak fel, mint például kirekesztettség, magány, és hogy mindenkinek szüksége van szeretetre. A borítón található képek is az egyedüllétet, szomorúságot sugallják. Talán ez is az oka annak, hogy ezt az albumot tartják az énekesnő legjobb munkásságának.

## Dalok listája
1. Szora ni kakeru hasi (空にかける橋?) 5:25
2. Csó (蝶?) 5:41
3. Sónen (少年?) 5:12
4. Dzsónecu (情熱?) 5:36
5. Deportation (But, Never Too Late) 4:16
6. Shuffle 5:24
7. Torein (トレイン?) 4:16
8. Lotus 5:50
9. Ano hi no gogo (あの日の午後?) 4:33
10. I’d Love You to Touch Me 5:54
11. Szajonara (さよなら?) 5:18
12. Devotion 7:29
13. Megami ni naritai (For a Yours) (女神になりたい -for a yours-?) 4:32

## Albumból készült kislemezek
- Szora ni kakeru hasi (2001. február 7.)
- Megami ni naritai (For a Yours) (2001. március 21.)
- Shuffle (2001. április 25.)
- Deportation (But, Never Too Late) (2001. július 25.)